# Kerem Aktürkoğlu
Muhammed Kerem Aktürkoğlu (İzmit, 21 oktober 1998) is een Turks voetballer die doorgaans speelt als vleugelspeler. In september 2024 verruilde hij Galatasaray voor Benfica. Aktürkoğlu maakte in 2021 zijn debuut in het Turks voetbalelftal.

## Clubcarrière

### Eerste jaren
Aktürkoğlu speelde in de jeugd van Gölcükspor en kwam via Hisareynspor terecht in de opleiding van Istanbul Başakşehir. Voor hij zijn debuut had gemaakt in het eerste elftal, werd hij in juli 2016 voor een seizoen verhuurd aan Bodrumspor, uitkomend op het derde niveau. Na een jaar keerde Aktürkoğlu terug bij Istanbul Başakşehir, maar daar kwam hij niet meer aan spelen toe. Medio 2018 liep hij uit contract, waarna hij tekende voor Karacabey, ook uitkomend in de 3. Lig. Een jaar later stapte hij over naar competitiegenoot 24 Erzincanspor. Hier wist de vleugelspeler in dertig competitiewedstrijden tot twintig doelpunten te komen. Dit zorgde voor interesse van Galatasaray.

### Galatasaray
In september 2020 zette Aktürkoğlu zijn handtekening onder een verbintenis voor de duur van vier seizoenen bij Galatasaray. Hij maakte zijn debuut in de Süper Lig op 23 november 2020, toen in het eigen Türk Telekom Stadyumu met 1–1 gelijkgespeeld werd tegen Kayserispor. Mbaye Diagne opende uit een strafschop de score namens de thuisploeg, waarna Gustavo Campanharo voor de gelijkmaker tekende. Aktürkoğlu begon aan het duel als wisselspeler en mocht van coach Fatih Terim in de blessuretijd invallen voor Sofiane Feghouli.
De vleugelspeler maakte op 5 december 2020 tegen Hatayspor zijn eerste doelpunt in de Süper Lig. Na een goal van Diagne en een eigen doelpunt van Pablo Renan maakte Aktürkoğlu in de derde minuut van de blessuretijd op aangeven van Ömer Bayram de beslissende 3–0. Op 16 augustus 2021, tijdens de eerste wedstrijd van het seizoen tegen Giresunspor, werd Aktürkoğlu fysiek aangevallen door ploeggenoot Marcão, die een rode kaart kreeg en later voor acht wedstrijden werd geschorst. Hij sloot het seizoen 2022/23 af met twaalf competitie-assists, het meest van alle spelers die jaargang. Aktürkoğlu werd in het seizoen 2023/24 voor de tweede keer op rij landskampioen.

### Benfica
In de zomer van 2024 vertrok hij voor een bedrag van circa elf miljoen euro naar Benfica. Hij werd na Arda Turan de duurste vertrekkende speler bij Galatasaray. In Lissabon tekende hij een contract voor vijf seizoenen. Hij scoorde bij zijn debuut in een competitiewedstrijd tegen Santa Clara, dankzij een assist van landgenoot Orkun Kökçü. Op 27 oktober 2024 maakte hij een hattrick in de eerste helft tegen Rio Ave, waardoor uiteindelijk met 2–3 gewonnen werd. Halverwege het seizoen pakte Aktürkoğlu zijn eerste prijs in het buitenland. De Taça da Liga werd gewonnen na strafschoppen in de finale tegen Sporting CP. Aktürkoğlu schoot de vierde penalty binnen.
Aan het begin van het seizoen 2025/26 pakte hij zijn tweede prijs in Portugal. Benfica wist in de strijd om de Supertaça Cândido de Oliveira met 1–0 te winnen van Sporting CP.

## Clubstatistieken
| Seizoen | Club                | Competitie    | Competitie | Competitie | Competitie | Beker | Beker | Beker | Internationaal | Internationaal | Internationaal | Totaal | Totaal | Totaal |
| Seizoen | Club                | Competitie    | Wed.       | Dlp.       | Ass.       | Wed.  | Dlp.  | Ass.  | Wed.           | Dlp.           | Ass.           | Wed.   | Dlp.   | Ass.   |
| ------- | ------------------- | ------------- | ---------- | ---------- | ---------- | ----- | ----- | ----- | -------------- | -------------- | -------------- | ------ | ------ | ------ |
| 2015/16 | Istanbul Başakşehir | Süper Lig     | 0          | 0          | 0          | 0     | 0     | 0     | —              | —              | —              | 0      | 0      | 0      |
| 2016/17 | → Bodrumspor        | 3. Lig        | 27         | 4          | 0          | 1     | 0     | 0     | —              | —              | —              | 28     | 4      | 0      |
| 2017/18 | Istanbul Başakşehir | Süper Lig     | 0          | 0          | 0          | 0     | 0     | 0     | —              | —              | —              | 0      | 0      | 0      |
| 2018/19 | Karacabey           | 3. Lig        | 34         | 3          | 1          | 1     | 0     | 0     | —              | —              | —              | 35     | 3      | 1      |
| 2019/20 | 24 Erzincanspor     | 3. Lig        | 30         | 20         | 1          | 4     | 0     | 0     | —              | —              | —              | 34     | 20     | 1      |
| 2020/21 | Galatasaray         | Süper Lig     | 27         | 6          | 3          | 2     | 0     | 0     | —              | —              | —              | 29     | 6      | 3      |
| 2021/22 | Galatasaray         | Süper Lig     | 37         | 10         | 9          | 1     | 0     | 0     | 14             | 3              | 4              | 52     | 13     | 13     |
| 2022/23 | Galatasaray         | Süper Lig     | 34         | 9          | 12         | 4     | 1     | 2     | —              | —              | —              | 38     | 10     | 14     |
| 2023/24 | Galatasaray         | Süper Lig     | 37         | 12         | 7          | 3     | 0     | 0     | 14             | 3              | 2              | 54     | 15     | 9      |
| 2024/25 | Galatasaray         | Süper Lig     | 3          | 2          | 2          | 1     | 0     | 0     | 2              | 0              | 1              | 6      | 2      | 3      |
| 2024/25 | Benfica             | Primeira Liga | 30         | 11         | 11         | 7     | 1     | 1     | 16             | 4              | 1              | 53     | 16     | 13     |
| 2025/26 | Benfica             | Primeira Liga | 0          | 0          | 0          | 1     | 0     | 0     | 1              | 0              | 0              | 2      | 0      | 0      |
| Totaal  | Totaal              | Totaal        | 260        | 77         | 47         | 24    | 2     | 2     | 47             | 10             | 8              | 331    | 89     | 57     |

Bijgewerkt op 13 augustus 2025.

## Interlandcarrière
Aktürkoğlu maakte zijn debuut in het Turks voetbalelftal op 27 mei 2021, toen een vriendschappelijke wedstrijd gespeeld werd tegen Azerbeidzjan. Emin Mahmudov opende de score namens de Azerbeidzjanen. Turkije won het duel alsnog met 2–1 door doelpunten van Kaan Ayhan en Halil Dervişoğlu (eveneens Galatasaray), die net als Altay Bayındır (Fenerbahçe), Gökhan Akkan (Çaykur Rizespor) en Rıdvan Yılmaz (Beşiktaş) ook zijn debuut maakte in deze wedstrijd. Aktürkoğlu moest van bondscoach Şenol Güneş op de reservebank beginnen en mocht in de rust invallen voor Cengiz Ünder.
Aktürkoğlu werd in juni 2021 door Güneş opgeroepen voor de Turkse selectie op het uitgestelde EK 2020. Op het toernooi werd Turkije uitgeschakeld in de groepsfase, na nederlagen tegen Italië (0–3), Wales (0–2) en Zwitserland (3–1). Aktürkoğlu kwam niet in actie. Zijn toenmalige teamgenoten Taylan Antalyalı en Halil Dervişoğlu (beiden eveneens Turkije) waren ook actief op het EK.
Op 8 oktober 2021, tijdens zijn vijfde interlandoptreden, kwam Aktürkoğlu voor het eerst tot scoren in de nationale ploeg. Hij opende in eigen huis de score tegen Noorwegen in een kwalificatiewedstrijd voor het WK 2022. Door een doelpunt van Kristian Thorstvedt werd het uiteindelijk 1–1.
In mei 2024 werd Aktürkoğlu door bondscoach Vincenzo Montella opgenomen in de voorselectie van Turkije voor het EK 2024 in Duitsland. Hij werd later ook opgenomen in de definitieve selectie. Op het toernooi overleefde Turkije de groepsfase na overwinningen op Georgië (3–1) en Tsjechië (1–2) en een nederlaag tegen Portugal (0–3), waarna Oostenrijk in de achtste finales met 1–2 verslagen werd. Het Turkse EK-avontuur eindigde in de kwartfinales tegen Nederland: 2–1. Aktürkoğlu speelde in alle wedstrijden mee en scoorde tegen Georgië. Zijn toenmalige clubgenoten Abdülkerim Bardakcı, Barış Alper Yılmaz en Kaan Ayhan (allen eveneens Turkije) waren ook actief op het EK.
Op 9 september 2024 maakte Aktürkoğlu een hattrick in de UEFA Nations League 2024/25 Divisie B-wedstrijd tegen IJsland. Door zijn doelpunten en een tegentreffer van Victor Pálsson werd deze met 3–1 gewonnen. Aktürkoğlu werd de vijftiende speler in de geschiedenis van het Turks voetbalelftal die een hattrick wist te maken en de eerste sinds Burak Yılmaz, die dit deed tegen Nederland in 2021.
| Interlands van Kerem Aktürkoğlu voor Turkije | Interlands van Kerem Aktürkoğlu voor Turkije | Interlands van Kerem Aktürkoğlu voor Turkije | Interlands van Kerem Aktürkoğlu voor Turkije | Interlands van Kerem Aktürkoğlu voor Turkije | Interlands van Kerem Aktürkoğlu voor Turkije |
| №                                            | Datum                                        | Wedstrijd                                    | Uitslag                                      | Competitie                                   | Goals                                        |
| Als speler bij Galatasaray                   | Als speler bij Galatasaray                   | Als speler bij Galatasaray                   | Als speler bij Galatasaray                   | Als speler bij Galatasaray                   | Als speler bij Galatasaray                   |
| -------------------------------------------- | -------------------------------------------- | -------------------------------------------- | -------------------------------------------- | -------------------------------------------- | -------------------------------------------- |
| 1                                            | 27 mei 2021                                  | Turkije – Azerbeidzjan                       | 2 – 1                                        | Vriendschappelijk                            |                                              |
| 2                                            | 1 september 2021                             | Turkije – Montenegro                         | 2 – 2                                        | WK 2022 kwalificatie                         |                                              |
| 3                                            | 4 september 2021                             | Gibraltar – Turkije                          | 0 – 3                                        | WK 2022 kwalificatie                         |                                              |
| 4                                            | 7 september 2021                             | Nederland – Turkije                          | 6 – 1                                        | WK 2022 kwalificatie                         |                                              |
| 5                                            | 8 oktober 2021                               | Turkije – Noorwegen                          | 1 – 1                                        | WK 2022 kwalificatie                         | 6'                                           |
| 6                                            | 11 oktober 2021                              | Letland – Turkije                            | 1 – 2                                        | WK 2022 kwalificatie                         |                                              |
| 7                                            | 13 november 2021                             | Turkije – Gibraltar                          | 6 – 0                                        | WK 2022 kwalificatie                         | 11'                                          |
| 8                                            | 16 november 2021                             | Montenegro – Turkije                         | 1 – 2                                        | WK 2022 kwalificatie                         | 22'                                          |
| 9                                            | 24 maart 2022                                | Portugal – Turkije                           | 3 – 1                                        | WK 2022 kwalificatie                         |                                              |
| 10                                           | 29 maart 2022                                | Turkije – Italië                             | 2 – 3                                        | Vriendschappelijk                            |                                              |
| 11                                           | 4 juni 2022                                  | Turkije – Faeröer                            | 4 – 0                                        | Nations League 2022/23                       |                                              |
| 12                                           | 7 juni 2022                                  | Litouwen – Turkije                           | 0 – 6                                        | Nations League 2022/23                       |                                              |
| 13                                           | 11 juni 2022                                 | Luxemburg – Turkije                          | 0 – 2                                        | Nations League 2022/23                       |                                              |
| 14                                           | 14 juni 2022                                 | Turkije – Litouwen                           | 2 – 0                                        | Nations League 2022/23                       |                                              |
| 15                                           | 22 september 2022                            | Turkije – Luxemburg                          | 3 – 3                                        | Nations League 2022/23                       |                                              |
| 16                                           | 25 september 2022                            | Faeröer – Turkije                            | 2 – 1                                        | Nations League 2022/23                       |                                              |
| 17                                           | 16 november 2022                             | Turkije – Schotland                          | 2 – 1                                        | Vriendschappelijk                            |                                              |
| 18                                           | 25 maart 2023                                | Armenië – Turkije                            | 1 – 2                                        | EK 2024 kwalificatie                         | 64'                                          |
| 19                                           | 28 maart 2023                                | Turkije – Kroatië                            | 0 – 2                                        | EK 2024 kwalificatie                         |                                              |
| 20                                           | 16 juni 2023                                 | Letland – Turkije                            | 2 – 3                                        | EK 2024 kwalificatie                         |                                              |
| 21                                           | 19 juni 2023                                 | Turkije – Wales                              | 2 – 0                                        | EK 2024 kwalificatie                         |                                              |
| 22                                           | 8 september 2023                             | Turkije – Armenië                            | 1 – 1                                        | EK 2024 kwalificatie                         |                                              |
| 23                                           | 12 oktober 2023                              | Kroatië – Turkije                            | 0 – 1                                        | EK 2024 kwalificatie                         |                                              |
| 24                                           | 15 oktober 2023                              | Turkije – Letland                            | 4 – 0                                        | EK 2024 kwalificatie                         | 88'                                          |
| 25                                           | 18 november 2023                             | Duitsland – Turkije                          | 2 – 3                                        | Vriendschappelijk                            |                                              |
| 26                                           | 21 november 2023                             | Wales – Turkije                              | 1 – 1                                        | EK 2024 kwalificatie                         |                                              |
| 27                                           | 22 maart 2024                                | Hongarije – Turkije                          | 1 – 0                                        | Vriendschappelijk                            |                                              |
| 28                                           | 26 maart 2024                                | Oostenrijk – Turkije                         | 6 – 1                                        | Vriendschappelijk                            |                                              |
| 29                                           | 10 juni 2024                                 | Polen – Turkije                              | 2 – 1                                        | Vriendschappelijk                            |                                              |
| 30                                           | 18 juni 2024                                 | Turkije – Georgië                            | 3 – 1                                        | EK 2024                                      | 90+7'                                        |
| 31                                           | 22 juni 2024                                 | Turkije – Portugal                           | 0 – 3                                        | EK 2024                                      |                                              |
| 32                                           | 26 juni 2024                                 | Tsjechië – Turkije                           | 1 – 2                                        | EK 2024                                      |                                              |
| 33                                           | 2 juli 2024                                  | Oostenrijk – Turkije                         | 1 – 2                                        | EK 2024                                      |                                              |
| 34                                           | 6 juli 2024                                  | Nederland – Turkije                          | 2 – 1                                        | EK 2024                                      |                                              |
| Als speler bij Benfica                       |                                              |                                              |                                              |                                              |                                              |
| 35                                           | 6 september 2024                             | Wales – Turkije                              | 0 – 0                                        | Nations League 2024/25                       |                                              |
| 36                                           | 9 september 2024                             | Turkije – IJsland                            | 3 – 1                                        | Nations League 2024/25                       | 2', 52', 88'                                 |
| 37                                           | 11 oktober 2024                              | Turkije – Montenegro                         | 1 – 0                                        | Nations League 2024/25                       |                                              |
| 38                                           | 14 oktober 2024                              | IJsland – Turkije                            | 2 – 4                                        | Nations League 2024/25                       | 90+5'                                        |
| 39                                           | 16 november 2024                             | Turkije – Wales                              | 0 – 0                                        | Nations League 2024/25                       |                                              |
| 40                                           | 19 november 2024                             | Montenegro – Turkije                         | 3 – 1                                        | Nations League 2024/25                       |                                              |
| 41                                           | 20 maart 2025                                | Turkije – Hongarije                          | 3 – 1                                        | Nations League 2024/25                       | 69'                                          |
| 42                                           | 23 maart 2025                                | Hongarije – Turkije                          | 0 – 3                                        | Nations League 2024/25                       |                                              |
| 43                                           | 7 juni 2025                                  | Verenigde Staten – Turkije                   | 1 – 2                                        | Vriendschappelijk                            | 27'                                          |
| 44                                           | 10 juni 2025                                 | Mexico – Turkije                             | 1 – 0                                        | Vriendschappelijk                            |                                              |

Bijgewerkt op 13 augustus 2025.

## Erelijst
| Competitie                    |            |                           |
| Competitie                    | Aantal     | Jaren                     |
| Bodrumspor                    | Bodrumspor | Bodrumspor                |
| ----------------------------- | ---------- | ------------------------- |
| 3. Lig                        | 1          | 2016/17                   |
| Galatasaray                   |            |                           |
| Süper Lig                     | 3          | 2022/23, 2023/24, 2024/25 |
| Süper Kupa                    | 1          | 2023                      |
| Benfica                       |            |                           |
| Taça da Liga                  | 1          | 2024/25                   |
| Supertaça Cândido de Oliveira | 1          | 2025                      |

## Persoonlijk
Aktürkoğlu is een kleinzoon van Şaban Aktürkoğlu, die van 1977 tot 1980 en van 1989 tot 1994 burgemeester was van Gölcük. Aktürkoğlu werd tijdens de aardbeving in İzmit in 1999 levend onder het puin vandaan gehaald.